# Dschaisch al-Islam (Syrien)

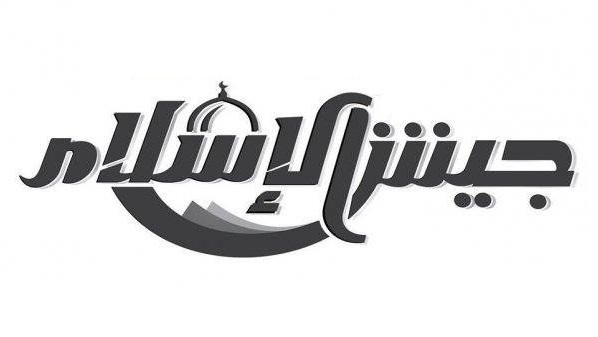
Logo der Armee des Islam

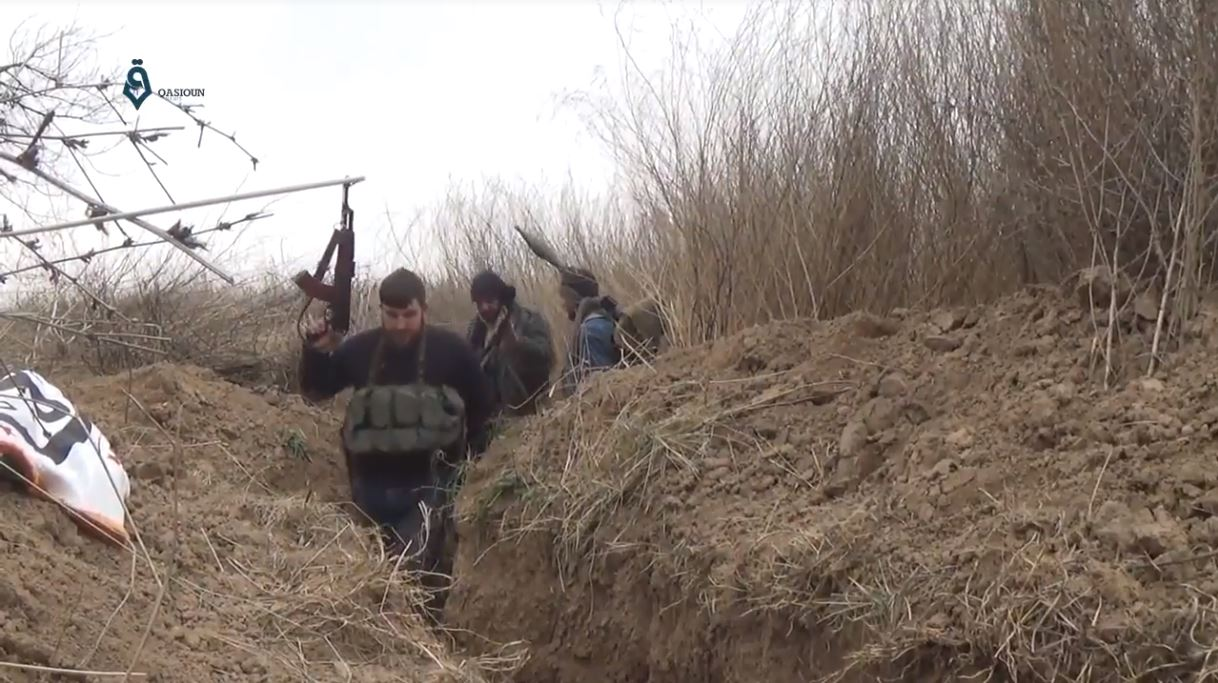
Kämpfer der Dschaisch al-Islam im März 2018

Dschaisch al-Islam (arabisch جيش الإسلام, DMG Ǧayš al-Islām ‚Armee des Islam‘) ist eine von Saudi-Arabien unterstützte bewaffnete islamistische syrische Gruppierung, die am 29. September 2013 in Duma, einer Stadt östlich von Damaskus, gegründet wurde. Die Gruppe kämpfte bis Ende März 2018 gegen die Truppen des syrischen Diktators Baschar al-Assad, bevor sie den Vorort von Damaskus nach Verhandlungen schließlich aufgab. Ihr werden mehrere Verbrechen, unter anderem gegen die religiöse Minderheit der Alawiten, zur Last gelegt.
Die Gruppe ist nicht zu verwechseln mit einer palästinensischen Organisation gleichen Namens.

## Geschichte
Die Gruppe entstand aus einem Zusammenschluss von über 50 Oppositionsgruppen unter der Führung von Liwa al-Islam. Dschaisch al-Islam besteht nach eigenen Angaben überwiegend aus syrischen Bürgern, und wird finanziell und logistisch von Saudi-Arabien unterstützt und ist die größte Rebellengruppe in Ost-Ghuta. Im März 2018 beherrscht Dschaisch al-Islam immer noch die syrische Großstadt Duma und einige südliche Vororte von Damaskus. Die Gruppe ist nicht Teil der Freien Syrischen Armee. Anfang 2018 bestand die Gruppe aus 10.000 bis 15.000 Mitgliedern. Nachdem der Führer der Gruppe Zahran Allusch 2015 bei einem Fliegerangriff ums Leben kam, führt Essam al-Buwaydhani Dschaisch al-Islam.
Im Herbst 2015 wurde den Islamisten vorgeworfen, Angehörige der religiösen Minderheit der Alawiten, darunter auch Frauen und ganze Familien, als Geiseln in Käfige gesperrt und diese an wichtigen Positionen im von ihnen besetzten Gebiet platziert zu haben, um Luftangriffe seitens der syrischen und russischen Streitkräfte zu verhindern. Neben diesem Verbrechen wird der Miliz auch vorgeworfen, in der Entführung der Menschenrechtsanwältin Razan Zaitouneh und ihrem Ehemann sowie zwei anderen säkularen Aktivisten im Jahr 2013 involviert zu sein.
Ende März 2018 war die Gruppe, nachdem alle übrigen Einheiten im eingeschlossenen Ost-Ghuta in den Tagen zuvor aufgegeben hatten, die letzte regierungsfeindliche Gruppe in Duma.
Auch sie stimmten jedoch wenig später einer Evakuierung zu und die syrische Regierung gab am 1. April 2018 an, dass man die Kämpfer und ihre Familien nach Dscharābulus evakuieren wolle.
Am 23. März wurde berichtet, dass Dschaisch al-Islam im Rahmen einer Vereinbarung mit der syrischen Regierung 3500 Gefangene sowie 3000 schwer verwundete Zivilisten aus dem Gefängnis Al-Touba in der von der Miliz besetzten Stadt Duma freilässt. Der Großteil davon wurde beim Überfall auf die Region Adra nördlich von Duma vor ein paar Jahren von der Islamistengruppe entführt.